# Auditorio Monte do Gozo
Auditorio Monte do Gozo är en amfiteater i Spanien.   Den ligger i provinsen Provincia da Coruña och regionen Galicien, i den nordvästra delen av landet, 500 km nordväst om huvudstaden Madrid. Auditorio Monte do Gozo ligger 320 meter över havet.
Terrängen runt Auditorio Monte do Gozo är platt åt nordväst, men åt sydost är den kuperad. Runt Auditorio Monte do Gozo är det ganska tätbefolkat, med 58 invånare per kvadratkilometer. Närmaste större samhälle är Santiago de Compostela, 3,8 km väster om Auditorio Monte do Gozo. Omgivningarna runt Auditorio Monte do Gozo är en mosaik av jordbruksmark och naturlig växtlighet.